# نراد نیکو
نراد نیکو(نام علمی: Abies homolepis) نام یک گونه از سرده نراد است.